# Al Séverin
Pour les articles homonymes, voir Séverin.
Al Séverin, pseudonyme de Alec Séverin, né le 29 décembre 1963 à Ixelles (région de Bruxelles-Capitale), est un auteur de bande dessinée belge.

## Biographie
Alec Séverin naît le 29 décembre 1963 à Ixelles, une commune bruxelloise. Son arrière-grand-père, Fernand Séverin, était poète et académicien. Son grand-père, Mark Séverin, était illustrateur, graveur, calligraphe et peintre. Son père, Erik Séverin, est illustrateur et graphiste, ayant exercé, notamment, dans le domaine publicitaire belge.
Alec Séverin est attiré par la bande dessinée et l'illustration. À l’âge de quatorze ans, il exécute l’illustration d’un livre, It’s raining cats and dogs, publié l’année suivante. En 1981, il autoédite L'Affaire Tchang. À 19 ans, il réalise A Story of War publié plus tard par Michel Deligne. Entre 17 et 19 ans, il dessine les premières aventures de Gratin éditées chez Michel Deligne. Puis il réalise Lisette qui sera publié dans la collection « Conquistador » aux éditions Delcourt en 1990. Il collabore à Tintin reporter, Spirou, Rodéo et de nombreux magazines belges et anglais.
En 1992, il débute Les Aventures de Harry, l'une de ses séries avec Bill Cosmos. En 2003, il publie Harry : retour à Boulogne-sur-Mer avec l'aide de l'équipe du Festival BD de Boulogne-sur-Mer.
En 1993, l'Association contre le cancer, une collaboration entre les centres de prévention des cancers de Flandre et des Pays-Bas, publie l'album 6 Histoires bien portantes, dans laquelle six dessinateurs créent une histoire en bande dessinée liée à la prévention du cancer. Parmi les auteurs contributeurs outre Al Séverin figurent Daniel Alexandre et Dino Attanasio, Jean-Luc Cornette, Laurent Letzer et Luc Cromheecke, Jean-Claude Salemi et Anne-Catherine Van Santen. Al Séverin dessine un court récit de 5 planches Je ne suis pas de trop. Le livre est réalisé par le Centre belge de la bande dessinée et Tof Productions sous la direction de Jean-Claude De la Royère.
En 2007, il collabore à une anthologie Kerkhofwachters (éditions Manuel Rodriguez) pour laquelle il  illustre un des poèmes de son arrière-grand-père. Il arrête sa carrière en 2008 puis la reprend dans le seconde moitié des années 2010 en dessinant des histoires parallèles de Spirou et Fantasio, notamment Le Petit Théâtre de Spirou en 2018, qui reprend le scénario d'époque de la pièce de théâtre créée en 1942 par Jean Doisy.
Il rend hommage à l’œuvre et aux personnages créés par Louis Forton dans Les Nouveaux Pieds Nickelés en 2010,.
Alec Séverin a créé les éditions Several Pictures.
Par ailleurs, Alec Séverin est témoin de Jéhovah.

## Œuvres

### Albums de bande dessinée
- Gratin :

1. L'Affaire Tchang, Underground belge, 1981.
2. Gratin, Éditions Michel Deligne, 1985  (ISBN 2-87135-010-8).
3. Gratin : Suite et fin, Several Pictures, coll. « Archives », 2009  (ISBN 978-2-87465-021-5).

- A Story of War, Éditions Michel Deligne, 1985  (ISBN 2-87135-009-4).
- Lisette, Delcourt, coll. « Conquistador », 1990  (ISBN 2-906187-41-0).
- Lisa, Stuttgart, Ehapa, coll. « Comic Collection », 1991  (ISBN 3-7704-0439-4).
- La Machine à explorer le temps (d'après le roman d'H. G. Wells), Claude Lefrancq Éditeur, coll. « BDÉcrivain », 1992  (ISBN 2-87153-090-4)[9]
- Harry sauve la planète :

1. Urkanika, Claude Lefrancq Éditeur, 1995  (ISBN 2-87153-199-4).
2. La Conquête, Several Pictures, 2000  (ISBN 2-9600231-0-2).
3. Les Nouvelles Aventures de Harry[10], Several Pictures, 2002  (ISBN 2-9600231-8-8).
4. La Force de l'éclair 2, Several Pictures, 2007  (ISBN 978-2-87465-011-6).

- Petit traité de bande dessinée : spécialement destiné aux enfants sages (très sages !), Le 9e monde, 2004
- Bill Cosmos : Les Méandres du temps, Le 9e monde, 2004  (ISBN 2-84456-058-X).
- Spirou sous le manteau[11],[12], Dupuis, coll. « Les aventures de Spirou, Fantasio... et Spip ! », septembre 2013 (ISBN 9782800158921, présentation en ligne).
- À tous les coups, c'est Spirou[13],[14] !, Dupuis, coll. « Patrimoine », Marcinelle, 4 novembre 2016
Scénario, dessin et couleurs : Al Séverin -  (ISBN 978-2-8001-6904-0),Format à l'italienne.
- Le Petit Théâtre de Spirou[5],[15],[16],[17], Dupuis, Marcinelle, 28 septembre 2018
Scénario, dessin et couleurs : Al Séverin -  (ISBN 978-2-8001-7488-4),Adapté de Jean Doisy et André Moons. Avec un petit livret Le Farfadet vous présente son programme de 12 pages. Tirage de luxe, Bulles en Tête !, 2018  (ISBN 979-10-34731-18-3).

### Illustrations
- Jacques Fiérain, La BD à Bruxelles et en Brabant, Charleroi, Éd. l'Âge d'or, avril 2003, 144 p., ill. ; 31 cm (ISBN 9782960119664 et 2960119665, OCLC 470388171, présentation en ligne),Tirage à 1000 exemplaires. Illustration de la couverture : Al Séverin.

### Catalogues d'expositions
- Bruxelles stories, Zanpano, coll. « Zanpano éditions luxe », Paris,  2009
Scénario : Patrick van Roy - Dessin : collectif dont Al Séverin - Couleurs : quadrichromie -  (ISBN 978-2-915757-18-7),Tirage à 600 exemplaires.

### Para-BD
À l'occasion, Al Séverin réalise des portfolios, des ex-libris et des posters. Il réalise également des affiches de festivals de bande dessinée.

### Collections publiques
5 œuvres de cet artiste sont conservées au Centre belge de la bande dessinée et font partie du patrimoine mobilier de la région Bruxelles-Capitale.

## Prix
- 1985 :  prix avenir décerné par la Chambre belge des experts en bande dessinée[25] pour Gratin.

#### Livres
: document utilisé comme source pour la rédaction de cet article.
- Jacques Fiérain, « Séverin, Alex », dans La BD à Bruxelles et en Brabant, Charleroi, Éd. l'Âge d'or, avril 2003, 144 p., ill. ; 31 cm (ISBN 9782960119664 et 2960119665, OCLC 470388171, présentation en ligne), p. 125.
- Patrick Gaumer, « Séverin, Al », dans Dictionnaire mondial de la BD, Paris, Larousse, 2010, 953 p., ill. ; 27 cm (ISBN 978-2-0358-4331-9 et 2-0358-4331-6, OCLC 920924930, présentation en ligne), p. 770-771. .

#### Périodiques
- Jan Bosschaert, Al Séverin (interviewés par Benoît Houbart), « Rencontre avec Jan Bosschaert et Al Séverin », Rêve-en-Bulles, ADACBD, no 5,‎ mai - juin 1993, p. 5-22.
- Franz Van Cauwenbergh, « Recensions II : BD pour adultes : Bill Cosmos, le dernier héros », Lectures, Centre de lecture publique de la Communauté française, no 109,‎ juillet - août 1999, p. 108 (lire en ligne, consulté le 20 juin 2025).
- Jean-Pierre Fuéri, « La galerie des illustres », Spirou, Dupuis, no 3815,‎ 25 mai 2011.

#### Articles
- Alec Séverin (interviewé par Nicolas Anspach et Marc Carlot), « Interview : Alec Séverin », Auracan,‎ septembre 2002 (lire en ligne, consulté le 17 octobre 2024).

### Vidéographie
- [vidéo] « Al Severin - Le Petit Théâtre de Spirou », sur YouTube, 26 octobre 2018